# Österreichischer Bauherrenpreis 2004
Mit dem Österreichischen Bauherrenpreis der Zentralvereinigung der Architekten Österreichs wurden im Jahr 2004 die folgenden Projekte ausgezeichnet:
| Realisierung                                                           | Bauherr | Planer                                       |
| ---------------------------------------------------------------------- | --- | -------------------------------------------- |
| Erweiterung Albertina                                                  | Wien – Republik Österreich, BMWA, vertreten durch die Burghauptmannschaft Österreich, HR Wolfgang Beer                                                                      | Steinmayr & Mascher                          |
| Wohnhausanlage Am Hundssteig in Krems an der Donau                     | GEDESAG – Gemeinnützige Donau-Ennstaler Siedlungs-AG, Dir. Günter Hanko / Dir. Bmstr. Alfred Graf                                                                           | Ernst Linsberger                             |
| Apotheke zum Löwen von Aspern in Wien                                  | Dr. W. Schlagintweit KG, Phoenix-Arzneiwaren GmbH Wilhelm Schlagintweit | ARTEC Architekten                            |
| Pädagogische Akademie Salzburg, heute Pädagogische Hochschule Salzburg | Republik Österreich, BMWA – Amt der Salzburger Landesregierung BGV I und Pädagogische Akademie / Oberbaurat Erich Wenger / Dir. Josef Sampl / Obstr. Gottfried Niedermüller | fasch & fuchs                                |
| Grenzüberschreitendes Dialektinstitut in Oberschützen                  | Hianzenverein Oberschützen mit Dietmar Ulreich | Hans Gangoly                                 |
| Gemeindezentrum Blons                                                  | Gemeinde Blons mit Bürgermeister Otmar Ganahl | Bruno Spagolla                               |
| Skihütte Schneggarei der Schlegelkopfbahn in Lech                      | Geschwister Gerold Schneider Christian Schneider Andreas und Angelika Schneider                                                                                             | Philip Lutz, Gerold Schneider/Katia Polletin |
| Büro und Gewerbezentrum IP.TWO in Wien                                 | Prisma, S-Immobilien AG / Alois Aigner, Ernst Vejdovszky | BKK-3                                        |
| Headquarters S.I.E.                                                    | system industrie electronic, Lustenau / Udo Filzmaier | Marte.Marte Architekten                      |
| Wohnungen und Bauernhaus in Ramsau im Zillertal                        | Natalie Kröll, Ramsau im Zillertal | Martin Feiersinger                           |
| Office Pavillon                                                        | Bene Zumtobel-Staff, Klagenfurt – Vereinigte Kärntner Brauereien AG / Direktor Johann Stockbauer                                                                            | henke und schreieck                          |